# Tricorythodes popayanicus
Tricorythodes popayanicus is een haft uit de familie Leptohyphidae. De wetenschappelijke naam van de soort is voor het eerst geldig gepubliceerd in 1982 door Domínguez.